# Campeonato Europeo de Triatlón de 2009
El XXV Campeonato Europeo de Triatlón se celebró en Holten (Países Bajos) entre el 2 y el 5 de julio de 2009 bajo la organización de la Unión Europea de Triatlón (ETU) y la Federación Neerlandesa de Triatlón.

## Resultados
| Evento       | Oro                                                                                      | Plata                                                                                         | Bronce                                                                        |
| ------------ | ---------------------------------------------------------------------------------------- | --------------------------------------------------------------------------------------------- | ----------------------------------------------------------------------------- |
| Masculino    | Javier Gómez Noya · España · 1:44:14                                                     | Alistair Brownlee Reino Unido 1:44:41                                                         | Alexandr Briujankov · Rusia · 1:44:49                                         |
| Femenino     | Nicola Spirig · Suiza · 1:55:42                                                          | Elizabeth May Luxemburgo 1:56:10                                                              | Vanessa Fernandes Portugal 1:56:32                                            |
| Relevo mixto | Ucrania · Olesia Prystaiko · Rostyslav Pevtsov · Olesia Dereza · Olexi Siutkin · 1:47:27 | Rusia · Olga Dmitriyeva · Artiom Pariyenko · Anastasiya Polianskaya · Ivan Vasiliev · 1:47:33 | Hungría · Zsófia Kovács · Csaba Rendes · Zsófia Tóth · Csaba Kuttor · 1:47:49 |

## Medallero
| Núm. | País        | Oro | Plata | Bronce | Total |
| ---- | ----------- | --- | ----- | ------ | ----- |
| 1    | España      | 1   | 0     | 0      | 1     |
| 1    | Suiza       | 1   | 0     | 0      | 1     |
| 1    | Ucrania     | 1   | 0     | 0      | 1     |
| 4    | Rusia       | 0   | 1     | 1      | 2     |
| 5    | Luxemburgo  | 0   | 1     | 0      | 1     |
| 5    | Reino Unido | 0   | 1     | 0      | 1     |
| 7    | Hungría     | 0   | 0     | 1      | 1     |
| 7    | Portugal    | 0   | 0     | 1      | 1     |
|      | TOTAL       | 3   | 3     | 3      | 9     |